# Cheilanthes madagascariensis
Cheilanthes madagascariensis är en kantbräkenväxtart som beskrevs av Bak. Cheilanthes madagascariensis ingår i släktet Cheilanthes och familjen Pteridaceae. Inga underarter finns listade.